# فاجابوند (مانغا)
فاجابوند (باليابانية: バガボンド، بالروماجي: Bagabondo) وتعني متشرد هي سلسلة مانغا يابانية من تأليف ورسموم تاكيهيكو إينوي، مقتبسة من رواية موساشي التي ألفها إيجي يوشيكاوا. صدرت المانغا في مجلة مورنينغ الأسبوعية من عام 1998، وتم تجميع فصول المانغا في 37 مجلد تانكوبون من قبل كودانشا في يوليو عام 2014. فاز المانغا بجائزة كودانشا مانغا في عام 2000 وجائزة أوسامو تيزوكا الثقافية في 2002. السلسلة مُتوقفة لفترة طويلة منذ مايو 2015. بحلول ديسمبر 2012، كان لدى المانغا أكثر من 82 مليون نسخة متداولة، مما يجعلها واحدة من أكثر سلاسل المانغا مبيعًا على الإطلاق.

## القصة
تدور أحداث القصة بالقرن تاكيزوا شينمين الذي نشأ في أواخر القرن السادس عشر في عصر سينغوكو باليابان، تاكيزوا شينمين الذي كره من قبل أهالي القرية وأسموه بإبن الشيطان بسبب عنفة وطبيعتة البرية. هرب من البيت مع رفيق له بسن الـ17، انضم تاكيزوا إلى جيش «التويوتومي» ليقاتل ضد عشيرة «التوكوجاوا» بمعركة «سيكاهارا». بالرغم من ذلك التوكوجاوا فازت فوزا ساحقا. تاكيزوا ورفيقة تمكنوا من النجاة بالمعركة، وبعد ذلك أقسما على أن يفعلا أشياء عظيمة بحياتهم. لكن بعد أن أفترقت طرقهم. أصبح «تاكيزوا» مجرما مطلوبا، ولابد له من تغيير أسمه من أجل الهرب من الموت المُحتم.

## وصلات خارجية
- موقع تاكيهيكو إينوي الرسمي (باليابانية)
- فاجابوند على موقع ANN manga (الإنجليزية)